# Kreativni nered
Kreativni nered je drugi album pevca Dina Dvornika iz Splita. Na albumu je 10 (plošča in kaseta) oziroma 11 (CD) pesmi, med katerimi so uspešnice »Jače manijače« na besedilo Ramba Amadeusa, »Ella EE« avtorja Nena Belana (Đavoli), »Misliš da sam blesav«, »Nova godina« in »Ja bih preživio«. Album je izšel leta 1990 pri založbi Jugoton.